# Pillage de Čakovice (1402)
Le pillage de Čakovice fut une opération de dévastation menée par les forces hongroises sous l’autorité de Sigismond de Luxembourg, roi de Hongrie, contre le village de Čakovice, situé près de Kolín dans le Royaume de Bohême. Cette attaque, survenue durant l’hiver 1402-1403, entraîna la destruction complète du village, qui ne fut jamais reconstruit par la suite. Cet événement s’inscrit dans le contexte des tensions entre Venceslas IV de Bohême et son frère Sigismond, marquées par des incursions militaires hongroises en Bohême centrale.

## Contexte
Čakovice, également orthographié "Schekawicz" dans les sources anciennes, était un petit village situé sur la rive gauche de l’Elbe, entre Starý Kolín et Nový Kolín, face à l’actuelle localité de Tři Dvory. Mentionné dès 1376 dans les registres de Kolín, il faisait partie du vicariat (vikpild) de la ville et dépendait de la paroisse de Saint-André à Starý Kolín. Le curé de cette paroisse bénéficiait de revenus importants issus de terres, prairies, forêts et trois lacs près de l’Elbe à Čakovice, ainsi que de taxes sur les marchés de Kolín.
En 1402, le Royaume de Bohême était en proie à une guerre fratricide entre Venceslas IV et Sigismond de Luxembourg. Ce dernier, après avoir été libéré de sa captivité par les nobles hongrois en 1401 grâce à l’intervention de Hermann II de Celje, lança des campagnes punitives contre les territoires fidèles à Venceslas. Une armée hongroise, forte d’environ 20 000 hommes, s’installa dans la région entre Kolín et Kutná Hora durant l’hiver 1402-1403, ravageant les campagnes environnantes.

## Déroulement
Durant l’hiver 1402-1403, les troupes hongroises, sous l’autorité de Sigismond, pillèrent et incendièrent Čakovice. Les sources divergent sur les causes exactes de sa destruction : certaines évoquent un incendie délibéré par les Hongrois, tandis que d’autres mentionnent des inondations de l’Elbe comme facteur contributif. L’attaque fit partie d’une campagne plus large qui dévasta la région, affectant également des localités comme durant la Bataille de Ratboř (1402), dont les revenus furent si gravement touchés qu’ils durent être transférés à un autre domaine.
Aucun détail précis sur la résistance locale ou les pertes humaines n’est rapporté, mais l’ampleur de la dévastation fut suffisante pour que le village soit abandonné par ses habitants, qui ne revinrent pas après le départ des troupes hongroises.

## Conséquences
Le pillage de Čakovice entraîna la disparition définitive du village. Dès 1412, les registres le décrivent comme une "ves pusta" (village désert). Les terres abandonnées furent rachetées par la ville de Kolín au curé de Starý Kolín, Petr ze Slupna, pour 39 kopy de gros et une rente annuelle d’une kope sur le domaine de Jindřich Pregerknecht à Starý Kolín. Un litige ultérieur opposa le curé Řehoř Chudera à la ville concernant ces terres, mais il fut résolu le 16 juin 1412 par les médiateurs Václav Zucker, hofmistr de Kutná Hora, et Martin ze Soutic, burgrave de Libenice, confirmant la possession de Kolín.
À partir de ces terres dévastées, les habitants de Kolín construisirent en 1494 un grand étang nommé Čakovec, alimenté par la rivière Klejnárka. Un second étang, Sakman, fut ajouté en 1498. Ces plans d’eau causèrent des inondations aux terres voisines, entraînant des conflits avec les propriétaires locaux. Čakovec fut finalement asséché au XVIIIe siècle et transformé en prairie, marquant la fin de toute trace du village originel.